# Дрю Макинтайър
Андрю „Дрю“ Галоуей (роден на 6 юни 1985 г.) е шотландски професионален кечист, подписан с WWE, където той се бие за шоуто „Разбиване“ като Дрю Макинтайър.

## Кариера
Той започва да тренира от 15-годишна възраст в Англия, преди да се премести обратно към Шотландия, за да започне кариерата си. Не след дълго той става редовен в Британска федерация Дрю Галоуей, спечели два пъти британската титла. Той също така намери успех в чужбина в ирландска федерация, който печели най-добрата си титла. През това време той завършва бакалавърска степен по криминология.
След като обикаля независима верига около Британските острови, Галоуей се премества в САЩ през 2007 година, за да подпише с WWE. Заедно с кратък престой на разбиване той прекарва известно време в развитието на териториите, Ohio Valley Wrestling и Florida Championship Wrestling, спечели в тежка категория и отборната титла по-късно, преди да се върне на разбиване и бързо спечели интерконтиненталната титла. През 2010 г. на турнира Нощта на шампионите 2010 спечели отборната титла с Коуди Роудс.
- Прякори
  - Избраният

- Интро песни
  - Seeing Red by Jim Johnston (WWE) 2009
  - Broken Dreams by Shaman's Harvest (WWE) (2010-)

### Завършващи хватки
- Клеймор кик (Claymor kick)
- ДДТ Шок от бъдещето (Future Shock DDT)
- Големия ботуш (Big Boot)
- Преден лицетрошач (Wheelbarrow Facebuster)
- Падаща бомба (Falling Powerbomb)
- Корем до корем суплекс (Belly To Belly Suplex)
- Предно алабамско тръшване (Inverted Alabama Slam)
- Бърз гръбнакотрошач (Tilt-A-Whirl Backbreaker)
- меч с две остриета (claymore)

#### Титли и отличия
- Световна федерация по кеч (World Wrestling Entertaiment)
  - Интерконтинентален шампион (WWE Intercontinental Championship) – 1 път
  - NXT шампион (NXT Championship) - 1 път
  - Отборните титли на Федерацията (WWE Tag Team Championship) – 2 пъти с Коуди Роудс и Долф Зиглър
  - Кралско меле (Royal Rumble) – 2020
  - Шампион на WWE (WWE Championship) – 2 пъти
  - Световна титла в тежка категория (World Heavyweight Championship) – 1 път
  - Договора в куфарчето (Money in the Bank) – 2024
- Florida Championship Wrestling
  - Титлата в тежка категория на FCW (FCW Heavyweight Championship) – 1 път
  - Отборните титли на FCW (FCW Florida Tag Team Championship) – 1 път с Стю Сандърс
- Irish Whip Wrestling
  - Титлата в тежка категория на IWW (IWW International Heavyweight Championship) – 1 път
- Insane Championship Wrestling
  - Титлата в тежка категория на ICW (ICW Heavyweight Championship) – 1 път
- British Championship Wrestling
  - Титлата в тежка категория на BCW (BCW Heavyweight Championship) – 2 пъти